# Moisés Barrio
Moisés Barrio Andrés (Madrid, 1981) es un jurista, abogado, profesor universitario español y letrado del Consejo de Estado.

## Biografía
Se licenció en Derecho en la Universidad Pontificia Comillas ICAI-ICADE, obtuvo un máster en ESADE y se doctoró en Derecho en la Universidad Carlos III de Madrid en 2016, bajo la dirección de Tomás de la Quadra-Salcedo y Santiago Muñoz Machado.
Fue profesor universitario en la  la Universidad Pontificia Comillas ICAI-ICADE de 2007 a 2012 y actualmente es profesor universitario en la Universidad Carlos III de Madrid desde 2016.
Es abogado y miembro del Colegio de Abogados de Madrid desde 2004 y desde el 2009 es letrado del Consejo de Estado. También es académico correspondiente de la Real Academia de Jurisprudencia y Legislación.
Codirige la Revista Aranzadi LA LEY de Derecho Digital e Innovación.
Pertenece al Consejo Asesor (antiguo Consejo Editorial) de Aranzadi LA LEY.
Es consultor y asesora a distintos Gobiernos, tanto en España como en Latinoamérica, y en la Unión Europea. 
Barrio también es uno de los expertos que ha redactado la Carta de Derechos Digitales de España de 2021.
Es colaborador habitual de El País y El País Retina, Cinco Días, El Confidencial, Confilegal, BlogAbogacía y otros medios de comunicación, como jurista experto en derecho digital y protección de datos.

### Libros como autor
- Reglamento UE de inteligencia artificial (Incluye los actos de desarrollo y ejecución de la AI Act), Francis Lefebvre, Madrid, 2025, 1ª edición. ISBN 9788410431751
- Manual de Derecho digital, Tirant lo Blanch, Valencia, 2024, 3ª edición. ISBN 9788410715295
- Código de Derecho digital y de nuevas tecnologías, Aranzadi LA LEY, Madrid, 2024, 1ª edición. ISBN 9788410783621
- Los derechos digitales y su regulación en España, la Unión Europea e Iberoamérica, Editorial Colex, A Coruña, 2023. ISBN 9788413598871
- Manual de Derecho digital, Tirant lo Blanch, Valencia, 2022, 2ª edición. ISBN 9788411470544
- Internet de las Cosas, Reus, Madrid, 2022, 3ª edición. ISBN 9788429026092
- Introducción al Derecho de las nuevas tecnologías, Editorial Bosch México, México, 2021. ISBN 9788490905791
- Formación y evolución de los derechos digitales, Ediciones Jurídicas Olejnik, Chile, 2021. ISBN 9789563929225
- Ciberdelitos 2.0: amenazas criminales del ciberespacio, Astrea, Buenos Aires, 2020, 2ª edición. ISBN 9789877063578
- Fundamentos del Derecho de Internet, Centro de Estudios Políticos y Constitucionales, Madrid, 2020, 2ª edición. ISBN 9788425918612
- Internet de las Cosas, Reus, Madrid, 2020, 2ª edición. ISBN 9788429022001
- Manual de Derecho digital, Tirant lo Blanch, Valencia, 2020. ISBN 9788413366890
- Delitos 2.0 Aspectos penales, procesales y de seguridad de los ciberdelitos, Wolters Kluwer, Madrid, 2018. ISBN 9788490207437
- Internet de las Cosas, Reus, Madrid, 2018, 1ª edición. ISBN 9788429020380
- Ciberderecho Bases estructurales, modelos de regulación e instituciones de gobernanza de Internet, Tirant lo Blanch, Valencia, 2018. ISBN 9788491693970
- Fundamentos del Derecho de Internet, Centro de Estudios Políticos y Constitucionales, Madrid, 2017, 1.ª edición. ISBN 9788425917547
- Ciberdelitos: amenazas criminales del ciberespacio Adaptado reforma Código Penal 2015, Reus, Madrid, 2017. ISBN 9788429019728
- Derecho Público e Internet: la actividad administrativa de regulación de la Red, Instituto Nacional de Administración Pública, Madrid, 2017. ISBN 9788473516150
- Derecho Público y propiedad intelectual: su protección en Internet, Reus, Madrid, 2016. ISBN 9788429019520

### Libros como editor
- Comentarios al Reglamento Europeo de Inteligencia Artificial, La Ley, Madrid, 2024, 1.ª edición. ISBN 9788418662881
- El Reglamento Europeo de Inteligencia Artificial, Tirant lo Blanch, Valencia, 2024, 1.ª edición. ISBN 9788410713031
- Legal Tech. La transformación digital de la abogacía, La Ley, Madrid, 2023, 2.ª edición. ISBN 9788419446077
- Criptoactivos. Retos y desafíos normativos, Wolters Kluwer, Madrid, 2021. ISBN 9788418662089
- Derecho de los Robots, Wolters Kluwer, Madrid, 2019, 2.ª edición. ISBN 9788490209516
- Legal Tech. La transformación digital de la abogacía, Wolters Kluwer, Madrid, 2019, 1.ª edición. ISBN 9788490208519
- Derecho de los drones, Wolters Kluwer, Madrid, 2018. ISBN 9788490207635
- Derecho de los Robots, Wolters Kluwer, Madrid, 2018, 1.ª edición. ISBN 9788490206898